# Les paraules i les coses
Les paraules i les coses és una obra de Michel Foucault publicada el 1966 i corresponent a la primera etapa del seu pensament, la denominada arqueològica, on es pregunta per l'origen i la història dels conceptes de la cultura. En aquest llibre analitza sobretot la idea d'episteme, entesa com a coneixement i les seves possibilitats, i com ha anat variant des dels temps moderns. Per la seva influència en el camp de les humanitats ha estat considerat un dels 100 llibres del segle de Le Monde.

## Argument
El segle xvi es basava en anàlisi de semblances per explicar tot el real. Existien quatre tipus de semblances útils des del punt de vista epistemològic: la conveniència o juxtaposició, que permet una cadena a l'espai del món on tot es toca o convergeix amb tot; l'emulació o reflex, que permet imitacions allunyades en el temps i l'espai; l'analogia, que possibilita la metàfora i la comparació sobre la base de paràmetres no evidents a un primer cop d'ull i la simpatia, que es refereix a totes les relacions de similitud difuses i que es contraposa a l'antipatia. El paper de l'estudiós és descobrir i assenyalar les semblances entre realitats de diferent ordre. Com que l'home és el microcosmos de l'univers, així es podrà apropar al seu coneixement. Qualsevol mètode per desvetllar les semblances és igualment vàlid, d'aquí que al Renaixement es considerés sovint la màgia al mateix nivell que la incipient ciència moderna. El comentari és la via privilegiada per transmetre el saber.
Al segle XVII es produeix un canvi, ja que les matemàtiques assoleixen un paper central en la ciència i en la visió del món i refusen un apropament que no pugui incloure-les. El més important és entendre l'ordre del món físic, jerarquitzat, estructurat en una taxonomia que permet classificar tots els éssers i els esdeveniments que s'hi relacionen. L'important és comprendre com funciona el món, inclòs el llenguatge que permet representar el pensament. Per això la crítica substitueix al comentari com a metodologia preferent d'anàlisi.
A finals del segle xviii i sobretot a partir del segle xix comença una nova etapa en el pensament humà on la història ocupa un lloc central. S'estudia com diferents funcions han estat dutes a terme per diferents estructures en diferents períodes i és aquesta funció el que permet agrupar òrgans, institucions o maneres de pensar. Sovint aquests elements no tenen aparentment res en comú, per això el saber es divideix en dos grans grups: aquell que se centra en el que és observable (fenomenologia) i el que s'aproparà a allò que mai es podrà observar directament, com la psicoanàlisi. Es produeix una divisió radical entre la vida i la resta de la naturalesa, perquè la vida es basa en adaptació al medi i evolució.
En aquesta època neix per a Foucault el concepte d'home com a tal, basat en un ésser finit que s'insereix en una història que el precedeix i determina. El llenguatge és l'eina central que usa per apropar-se al món, però és un llenguatge imperfecte que mai no assoleix la seva funció de manera idònia. El significat real, doncs, serà una de les fites que caldrà perseguir el pensador. Així, s'adonarà que les accions humanes estan encaminades a complir desitjos en diferents àmbits i que com els satisfà determina com coneix. Per aquest motiu el coneixement es fracciona en diverses disciplines que esdevenen cada cop més complicades d'unir o relacionar entre si, ja que cada ciència assumeix progressivament un grau propi de complexitat. Les ciències pròpiament humanes (etnologia, psicoanàlisi, lingüística i literatura) ocupen en aquest sentit un lloc particular dins les altres.

## Estructura
L'obra es divideix en deu capítols, agrupats en dues parts (capítols I-VI i VII-X respectivament). S'inicia l'obra amb una anàlisi del quadre de Las Meninas de Velázquez on exemplifica els conceptes ocults referents a la perspectiva d'anàlisi, especialment referits a la mirada o al privilegi de determinats detalls i interpretacions. Aquesta manera de procedir serà la que defensarà en la resta del llibre, on efectua un recorregut històric pels tres conceptes diferents d'epistemes: el del segle xvii, el del segle xviii i, a partir de la segona part, el que neix al segle xix i continua vigent fins a la vida de l'autor, el que equivaldria a l'edat contemporània. En els diferents articles alterna les aportacions de la biologia, de l'economia i de la filologia, de vegades en diferents capítols i de vegades comparant-los dins un mateix discurs unitari. A la conclusió de l'obra analitza el paper de les ciències humanes en el saber contemporani.

## Anàlisi
La noció d'episteme per a Foucault seria anàloga a la de paradigma segons Thomas Kuhn, ja que inclou tot el marc d'assumpcions que expliquen el coneixement i la seva apropiació en un moment donat. Aquest marc és sovint inconscient per als pensadors i no avança de manera lineal al llarg del temps sinó amb discontinuïtats que expliquen el canvi de mentalitat en diverses èpoques. És funció de l'estructuralisme evidenciar aquestes regularitats que determinen l'apropament al saber.
Ell mateix aclareix a la introducció que aquest llibre pot ser vist com una continuació de la seva Història de la follia, ja que el boig és l'altre per excel·lència mentre que en aquest assaig estudia el contrari, el que respon a les regularitats i normes. Utilitzarà l'hermenèutica per aconseguir-ho.